# Máquina de humo

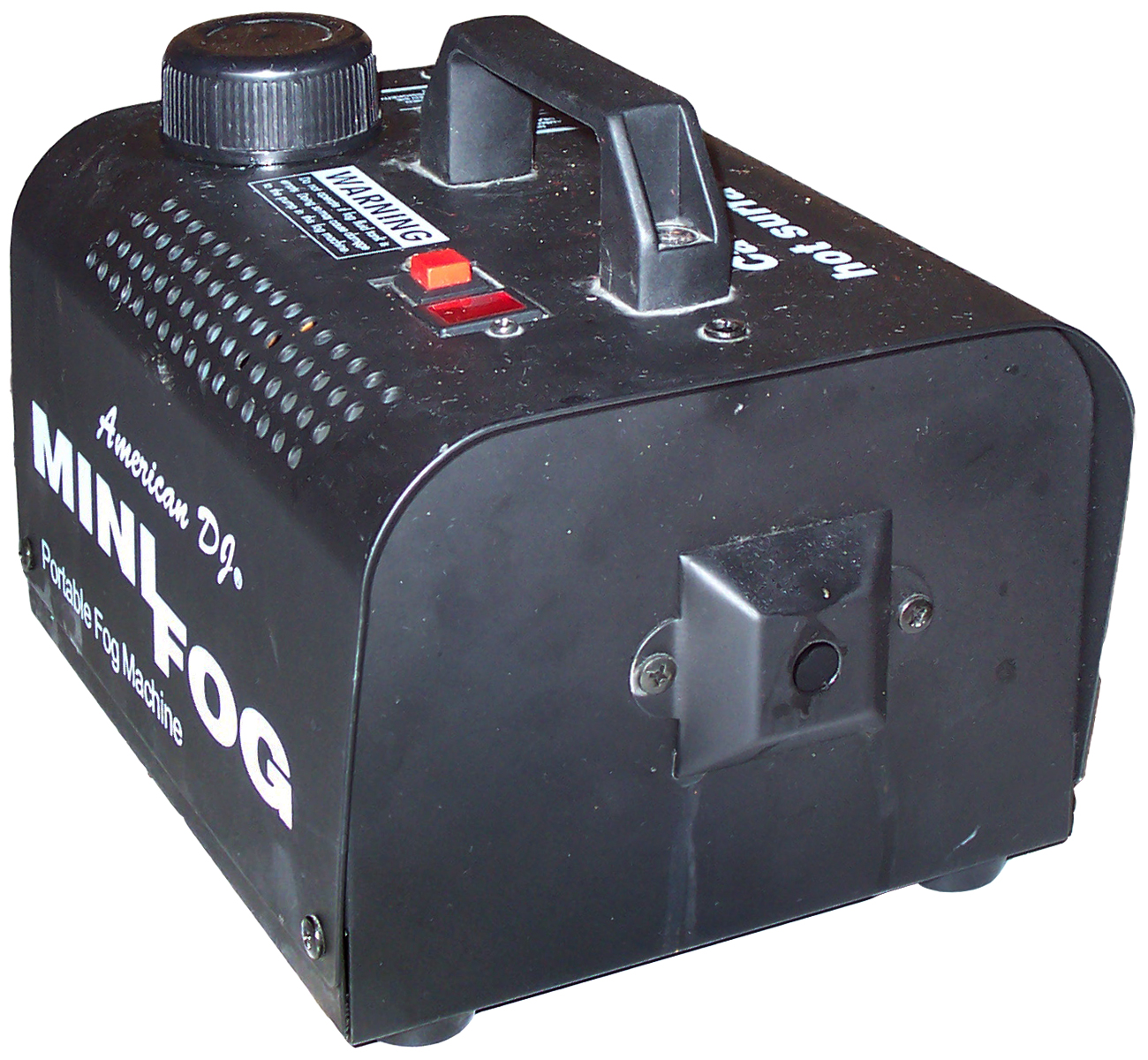
Pequeña máquina de humo para uso casero.

Una máquina de humo es un aparato que genera un vapor denso cuyo aspecto se asemeja al del humo o la niebla. Las máquinas de humo generalmente producen el humo vaporizando agua mezclada con un fluido basado en el glicol o el glicerol, un líquido muy usado es la glicerina. Para generar el humo de esta manera se inyecta el fluido sobre una base caliente que hace que se evapore rápidamente. Cuando el vapor resultante entra en contacto con el aire exterior frío se genera la niebla artificial. También se puede producir el humo por atomización de aceite mineral. 

## Usos de la máquina de humo
- En el cine usualmente son usadas para crear efectos de humo en películas generalmente de terror. También son usadas frecuentemente en decoraciones de Halloween, como casas encantadas o bosques.

Además son muy usadas en fiestas como parte de la decoración y para dar más a visualizar los rayos láser, luces led entre otras cosas.
- Son muy útiles para propósitos industriales como visualizar los flujos de aire en un túnel de viento o comprobación de filtros de aire acondicionado. Los bomberos usan este tipo de artefactos para sus entrenamientos así como para simulacros de incendio. En la máquina se debe poner un líquido especial, con agua no funciona.

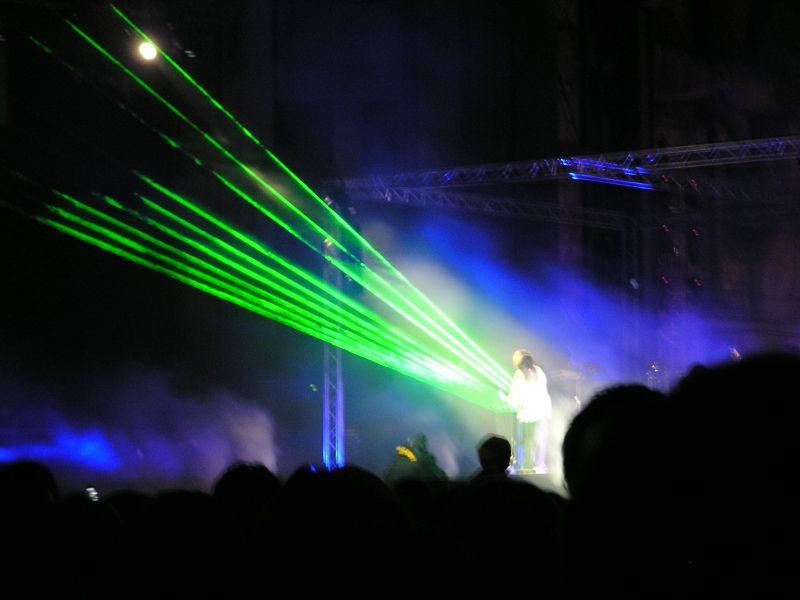
Láseres utilizados como efecto visual en un espectáculo musical.

- Debido a las cualidades reflexivas y de refracción del humo que estas máquinas generan, son usadas a menudo en discotecas y conciertos para resaltar los efectos de luces y lasers.

## Historia y principio de funcionamiento
Desde su introducción en 1979, los efectos de humo se han convertido en uno de los efectos especiales más usados en todas la industria del espectáculo, incluyendo televisión, cine y parques temáticos. La tecnología más antigua utilizaba aceite mineral y fluidos con base de queroseno calentados. Estos materiales eran, en el mejor de los casos, desagradables, y en el peor, peligrosos de usar. El uso de un fluido de humo que estuviera compuesto de agua y glicoles, fue proclamado con un premio por logro técnico por la Academia de Ciencias y Artes Cinematográficas.
Actualmente existen numerosos fabricantes de sistemas de humo, con diversas variaciones de efectos y control. Sin embargo, las bases de un sistema de humo son relativamente simples: el fluido de humo pasa a un intercambiador de calor por medio una bomba. El intercambiador de calor mantiene una alta temperatura a la cual el fluido se vaporiza en un proceso conocido como "flashing". El fluido se expande rápidamente y la expansión fuerza al vapor a través de la boquilla de la máquina. Cuando el vapor se mezcla con aire frío del exterior de la máquina, forma instantáneamente un aerosol opaco (el efecto que llamamos humo o niebla).

### El Intercambiador de calor
Los Intercambiadores de Calor varían ampliamente según el diseño, materiales y voltaje. Las buenas técnicas de fabricación tomarán en cuenta todos estos factores para un rendimiento óptimo. Esencialmente, el intercambiador de calor, es un bloque de metal con una elemento resistente al calor insertado en él para calentar el metal. La temperatura del bloque se mantiene mediante un termostato. Se hace un camino a través del metal para que pase el fluido.
En la elección de los materiales para el intercambiador de calor, es importante advertir que diferentes metales tienen diferentes características de retención del calor. El material que más se utiliza es el aluminio. El aluminio se puede fundir y vertirse en un molde o extruirse. El bloque puede contener una trayectoria recta, el diseño más simple, o una trayectoria espiral. El aluminio se calienta rápidamente, pero también lo transmite muy deprisa. El resultado puede ser grandes explosiones de humo durante cortos periodos de tiempo.
Menos común es el uso de un bloque de aleación de níquel-acero. El acero tarda inicialmente más tiempo en calentarse, pero tiene unas excelentes propiedades de retención del calor. Con un cuidadoso diseño de trayectoria en espiral que puede obligar al fluido a viajar nada menos que 22.9 cm, el bloque de acero optimiza la candidad de potencia utilizada, proporcionando un rendimiento intenso sostenido.

El vatiaje, o la cantidad de potencia eléctrica utilizada para generar el calor, es la especificación que la mayoría de los fabricantes citan para mostrar lo potente que son sus máquinas de humo. Aunque es un indicador, existen otros factores, como el diseño y la composición del material, que son igual de críticos para el éxito en la producción de efectos de humo o niebla.
Otro factor principal en el diseño del intercambiador de calor es el control de la temperatura por medio de un termostato. Si la temperatura en el intercambiador no está suficientemente caliente, el fluido todavía se convierte en aerosol, pero estará húmedo y probablemente deje un residuo sobre el suelo del escenario y equipamiento. Si la temperatura en el intercambiador es demasiado caliente, el fluido puede "arder", lo que puede cambiar su composición química.
Tanto si el termostato es mecánico como electrónico, la fiabilidad y precisión son esenciales. Un buen diseño de termostato no solo prevendrá a la máquina de un exceso de calor, sino que asegurará que si el intercambiador de calor se vuelve demasiado frío al inundar el fluido, el sistema de transferencia (bomba) será inhabilitado para prevenir el humo húmedo de la salida de la máquina.

### La bomba
En una máquina de humo, la bomba juega un papel crítico, al suministrar el fluido al intercambiador de calor. El tipo de bomba utilizada necesita que se adapte al diseño del intercambiador de calor. Si una bomba suministra fluido demasiado rápido ( y la máquina tiene un termostato calibrado apropiadamente) entonces el intercambiador se apagará relativamente rápido debido a que habrá demasiado fluido moviéndose a través del bloque de metal. Esto tiene como resultado un "parón" después de 15 segundos de humo. El bloque de metal necesita ahora tiempo para volver a calentarse, lo que puede llevar más de un minuto, pudiendo ser poco práctico.
Como con el intercambiador de calor y los termostatos, se usan distintas bombas en las máquinas de humo, para su elección todo depende del precio y del uso para el que está destinado la máquina. Una máquina diseñada para uso prolongado en instalaciones permanentes, puede usar una bomba industrial de diafragma, que funciona por aire comprimido y es capaz de servir a varios intercambiadores de calor simultáneamente. Una bomba peristáltica, está especialmente diseñada para bombear fluido a varias velocidades, según se disponga. La bomba más usada es una bomba de pistón, un diseño para servicio liviano, similar a la bomba de lavado de cristales de los automóviles.

### Control
Además del volumen de humo generado, la diferencia más visible entre las máquinas de humo, son los tipos de control disponibles. Algunas máquins solamente ofrecen interruptores on/off. Otras ofrecen control de volumen, y otras control de volumen y temporizadores. Lo último en equipamiento ofrece incluso control DMX opcional, permitiéndole encender y apagar las máquinas desde su consola de control de iluminación.
El control de volumen, o producción de humo variable, le permite a la máquina suministrar una amplia variedad de efectos, desde pequeños haces, hasta grandes bocanadas de humo. Esto se logra variando el voltaje aplicado a la bomba, con lo cual se controla su velocidad. La bomba peristáltica es especialmente eficiente a volúmenes bajos, debido a que utiliza un motor de velocidad variable DC, haciendo girar un rotor impulsando contra un tubo. Una bomba de pistón está dispuesta para "traquetear" cuando se usan voltajes bajos.
Los temporizadores, o mandos a distancia, tales como el Mando a Distancia Super de Rosco, están diseñados para un funcionamiento "manos libres" de una máquina de humo. Los temporizadores, están normalmente diseñados para controlar "tiempo en marcha" (el tiempo que una máquina produce humo), y "tiempo parado" (el tiempo entre los estallidos de humo) así como también el volumen. Los DMX interfaces son lo último en mecanismos de control para máquinas de humo. Fijando la dirección DMX para un canal en la máquina, se pueden controlar las cues por medio de una consola.

### Fluidos de humo
Quizás ningún componente de hacer humo es tan poco apreciado como los fluidos utilizados en este proceso. Los fluidos de humo utilizados en este proceso están hechos de una serie de glicoles mezclados con agua. Los glicoles están entre los productos químicos más utilizados en el mundo, y se encuentran en productos desde alimentos hasta cosméticos. La elección del fabricante de glicoles, debería hacerse con mucho cuidado.
Las máquinas de humo y los fluidos, están diseñados como sistemas. Las fórmulas de fluidos específicos requieren temperaturas específicas para una óptima aerosolización durante el proceso de "flashing". Los fabricantes de equipamiento de humo diseñan sus máquinas para ser compatibles con sus fluidos. Si una máquina está calibrada a una temperatura demasiado baja para un fluido dado, el resultado puede ser humo "húmedo" que puede dejar un residuo. Si la temperatura es demasiado alta, el fluido puede "quemarse" o descomponer el fluido, cambiando de este modo su composición química. Este último efecto puede crear residuos peligrosos.
En un informe reciente, una agencia del Gobierno Federal de los Estados Unidos , el National Institute of Occupational Safety and Health (NIOSH) recomendó "utilizar solamente fluidos de humo aprobados por los fabricantes de las máquinas". (HETA 90-355-2449).
Utilizando una pequeña gama de glicoles en diferentes configuraciones, los fabricantes han podido desarrollar una gran variedad de fluidos con distintos efectos, que pueden ir desde nubes de humo espesas, hasta fluidos que desaparecen rápidamente. Esto le da al usuario gran flexibilidad para el diseño de shows.

### Conducción del humo
No siempre es posible colocar la máquina de humo cerca del lugar exacto donde se necesita que se produzca el efecto. La clave está en utilizar conductos para dirigir el humo. Se pueden usar conductos flexibles, pero deberían ser de una construcción robusta. La mayoría de las mangueras secadoras son demasiado ligeras para hacer frente a los rigores de uso escénico. Si es necesario, se puede utilizar un conducto rígido de PVC.
Tanto si el conducto que se usa es rígido o flexible, deben recordarse algunos puntos. Para la mayoría de aplicaciones, el diámetro mínimo del conducto debería ser de 10.2 cm. Cuando el humo está constreñido, tiende a recondensarse en el fluido, reduciendo el rendimiento, y creando un residuo no deseado. Asimismo, se puede producir la recondensación si el conducto se coloca directamente en frente de la máquina de humo (ver diagrama). Si se utiliza un conducto rígido, simplemente mantenga la parte frontal de la máquina a unos 7.5-10 cm del conducto. Si el humo necesita recorrer largas distancias a través del conducto, se puede añadir un ventilador de jaula de ardilla. El humo no debería entrar en contacto con las aspas del ventilador. El aire debería ser añadido a través de una conexión "Y".

### Aire con humo
La salida de humo de las máquinas tiende a ser direccional, por lo que el uso del ventilador puede ayudar a dispersar el humo. El ventilador debería colocarse detrás de la máquina, por lo que así el aire puede mezclarse con el humo. Pruebe a variar la potencia de la máquina y la velocidad del ventilador para alcanzar el efecto deseado. Nota: nunca dirija el humo hacia el ventilador, debido a que el aerosol se dispersará sobre las aspas del ventilador, dejando un residuo no deseado, y un menor rendimiento.
Algunos equipamientos ofrecen ahora aire comprimido para utilizarse en la creación de efectos de humo. Esta característica excepcional permite al aire comprimido ser introducido directamente en el intercambiador de calor, y mediante el desplazamiento de parte del fluido en el intercambiador de calor, el aire puede ventilar la salida de la máquina. Con un volumen elevado de aire y una baja salida de fluido, el resultado es el popular efecto de "haz". Alternando humo con pequeñas explosiones de aire, se puede lograr un efecto de cañón o bala. Estos son solamente dos ejemplos de los muchos efectos que puede ofrecer el aire comprimido.

### Enfriamiento del humo
Uno de los efectos más comunes requeridos, es un humo que permanezca cerca del suelo. El método usual de alcanzar esto es mediante el vertido de dióxido de carbono sólido (hielo seco) en agua caliente. Sin embargo, el hielo seco dura muy poco tiempo. Veinticuatro kilos de hielo seco pueden consumirse en 10 minutos, haciendo que el efecto sea bastante costoso.
Cuando el humo de una máquina es enfriado bajo temperatura ambiente, tendrá el mismo aspecto. Existen varios métodos para hacer esto, pero el más económico es pasar el humo a través de hielo o hielo seco. Cuando el humo es enfriado, permanece paralelo al suelo. Si se utiliza hielo seco, durará más tiempo que el método convencional. Por ejemplo, 24 kilos de hilo seco, cuando se utilizan en un dispositivo diseñado para alcanzar este efecto, pueden durar una representación completa de 3 horas. Los fabricantes Rosco y los mercados con tal dispositivo lo denominan Módulo Refrigerador.
Pero la técnica más novedosa para generar humo bajo, consiste en la incorporación de un accesorio que convierte el dióxido de carbono líquido (LCO2) en hielo seco. El hielo seco enfría el aluminio extruido que es capaz de convertir grandes volúmenes de humo en una capa densa de humo bajo. La ColdflowTM de Rosco utiliza esta técnica para crear una amplia gama de efectos de humo bajo: desde una capa continua, hasta una gran bocanada. Este accesorio requiere solamente un contenedor de 22.7 kg de LCO2 para crear hielo seco dentro de la cámara de aluminio. La ColdflowTM de Rosco se puede usar con cualquier máquina de humo Rosco, junto con el Fluido Stage and Studio.

### Líquidos para la máquina de humo
En el mercado se pueden encontrar una extensa variedad de líquidos de humo para este tipo de máquinas, aunque se pueden resumir en tres tipos según sus densidades (alta, media y baja densidad).
Dependiendo del tipo de humo la nube generada será más o menos opaca (a más densidad más opacidad).